# Turkan Mamedyarova
Turkan Hamid qizi Mamedyarova (en azéri : Türkan Həmid qızı Məmmədyarova, née le 7 août 1989) est une joueuse d' échecs azerbaïdjanaise, et grand maître féminin depuis 2007.

## Biographie
Le premier entraîneur d'échecs de Turkan Mamedyarova est son père, qui lui apprend à jouer. Son frère Shakhriyar est grand maître international.
Elle représente plusieurs fois l'Azerbaïdjan au Championnat d'Europe d'échecs de la jeunesse et au Championnat du monde d'échecs de la jeunesse. 
Turkan Mamedyarova remporte la médaille d'or en 2002 au Championnat d'Europe d'échecs de la jeunesse dans la catégorie des moins de 14 ans. En 2003, elle remporte le championnat d'échecs de la jeunesse azerbaïdjanaise dans la catégorie des moins de 20 ans (cadets).

## Palmarès
En 2005, Turkan Mamedyarova remporte l'un des tournois du festival d'échecs de Wijk aan Zee.
Elle est également plusieurs fois vainqueur du championnat d'échecs féminins azerbaïdjanais (2005, 2006),.

## Matchs avec l'équipe nationale

### Olympiades d'échecs féminins
Turkan Mamedyarova a représenté l'Azerbaïdjan lors des Olympiades d'échecs féminines :
- En 2002, premier échiquier de réserve de la 35e Olympiade d'échecs (femmes) à Bled, en Slovénie (deux matchs nuls en deux rencontres),
- En 2008, au deuxième échiquier lors de la 38e Olympiade d'échecs (femmes) à Dresde, en Allemagne (une victoire, quatre nuls, 5 défaites),
- En 2010, au deuxième échiquier de la 39e Olympiade d'échecs (femmes) à Khanty-Mansiysk (3 victoires, 5 nuls, 2 défaites),
- En 2012, au troisième plateau de la 40e Olympiade d'échecs (femmes) à Istanbul, en Turquie (4 victoires, 4 nuls, 1 défaite),
- En 2014, au quatrième échiquier de la 41e Olympiade d'échecs (femmes) à Tromsø, en Norvège (7 victoires, 0 nul, 3 défaites),
- En 2016, au premier échiquier (Azerbaïdjan 2) à la 42e Olympiade d'échecs (femmes) à Bakou, en Azerbaïdjan (2 victoires, 4 nuls, 4 défaites).

### Championnat d'Europe des nations
Turkan Mamedyarova a aussi joué pour l'Azerbaïdjan dans le championnat européen d'échecs par équipe :
- En 2003, au deuxième échiquier du 5e Championnat d'Europe d'échecs par équipe (femmes) à Plovdiv, en Bulgarie (3 victoires, 3 nuls, 3 défaites),
- En 2007, au troisième échiquier du 7e Championnat d'Europe d'échecs par équipe (femmes) à Héraklion, en Grèce (3 victoires, 5 nuls, 1 défaite),
- En 2009, au troisième échiquier du 8e Championnat d'Europe d'échecs par équipe (femmes) à Novi Sad, en Serbie (5 victoires,  nul, 2 défaites),
- En 2011, au quatrième échiquier du 9e Championnat d'Europe d'échecs par équipe (femmes) à Porto Carras, en Grèce (1 victoire, 2 nuls, 3 défaites),
- En 2013, au quatrième échiquier du 10e Championnat d'Europe d'échecs par équipe (femmes) à Varsovie, en Pologne (2 victoires, 3 nuls, 2 défaites).

## Normes de maîtres
En 2003, elle reçoit le titre de maître International féminin, et en 2007, celui de grand maître international féminin.